# Alejandro San Martín y Satrústegui
Alejandro San Martín y Satrústegui (Laraintzar, Ultzama, 17 d'octubre de 1847-Madrid, 10 de novembre de 1908) va ser un metge i polític espanyol. Va ser ministre d'Instrucció Pública i Belles arts durant el regnat d'Alfons XIII.

## Biografia
El 1868 es va llicenciar en Medicina a Madrid, Després d'obtenir el seu doctorat en 1869, per la Universitat Central de Madrid, exerceix com a metge d'esperó a Ituren, en la Navarra rural. En 1871 obté la càtedra de Terapèutica General en la Universitat de Cadis i, en 1882 la de Patologia Quirúrgica a la Universitat Central de Madrid. Durant l'assot de la malaltia del còlera a València en 1885 va estudiar les causes i efectes d'aquesta malaltia.
Va ingressar en la Reial Acadèmia Nacional de Medicina el 29 de gener de 1888, en la qual li va correspondre la Medalla acadèmica número 25, cobrint al difunt Jose de Arce y Luque.
Va iniciar la seva carrera política de senador com a membre del Partit Liberal en la legislatura de 1898. També va ser Ministre d'Instrucció Pública i Belles Arts entre el 9 de juny i el 6 de juliol de 1906 en un govern presidit per Segismundo Moret.
Va morir en Madrid el 10 de novembre de 1908.